# لارس گوران کارلسون
لارس گوران کارلسون (انگلیسی: Lars-Göran Carlsson; ۲۴ ژوئیهٔ ۱۹۴۹ – ۲۷ ژوئیهٔ ۲۰۲۰) تیرانداز اهل سوئد بود.